# Milan Ristić
Pour les articles homonymes, voir Ristic.
Milan Ristić (né le 8 août 1991 à Belgrade) est un athlète serbe, spécialiste du 110 m haies.

## Carrière
Il mesure 1,86 m pour 72 kg.
Il détient le record de Serbie du 110 m haies, établi en 2016, en 13 s 39 à Clermont.
Il a survécu à un cancer des testicules.